# Ho'omaluhia Botanical Garden

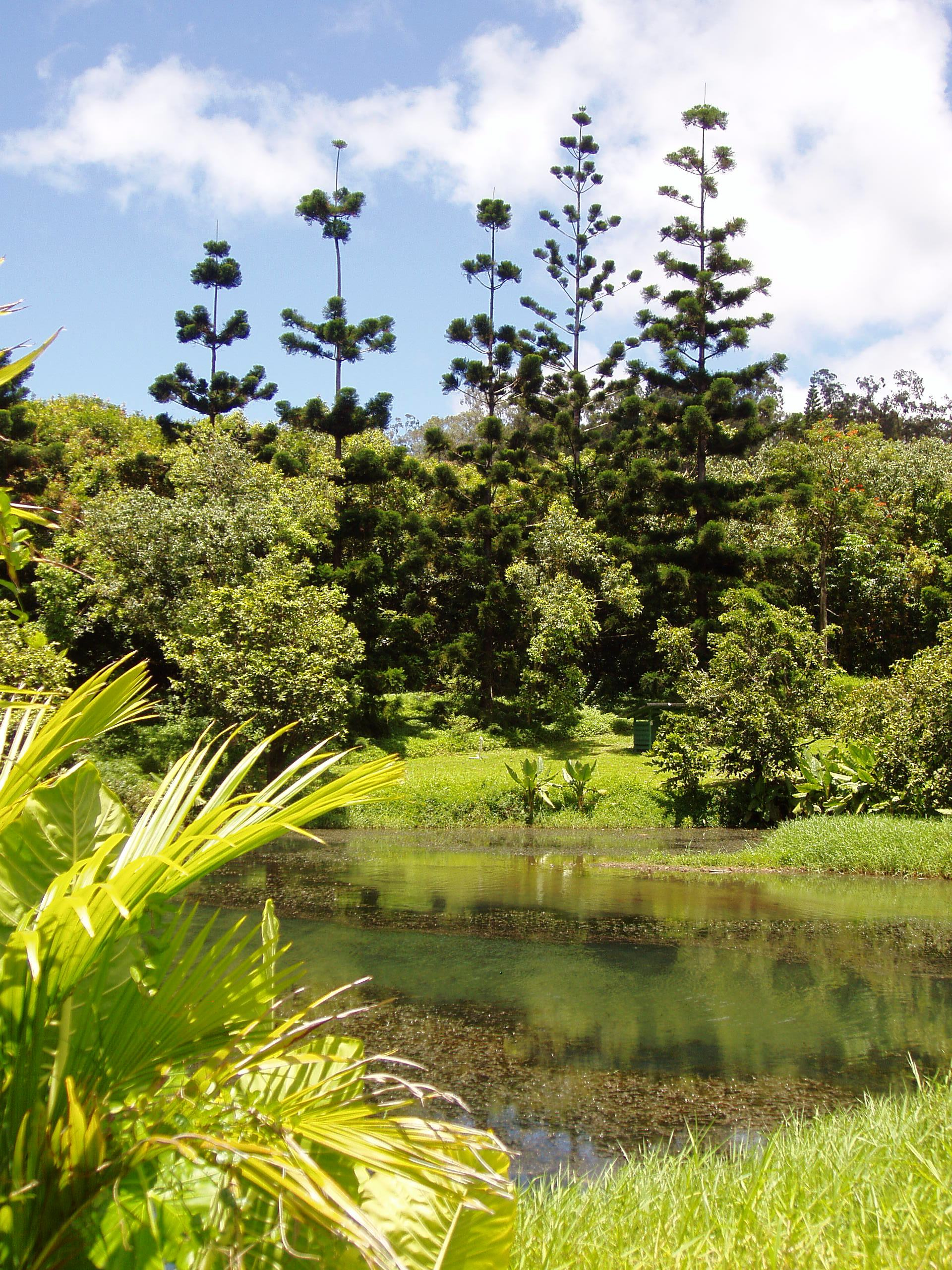
Overzicht over de botanische tuin en het meer

De Ho'omaluhia Botanical Garden is een botanische tuin in Kaneohe (Oahu, Hawaï). De tuin maakt deel uit van de Honolulu Botanical Gardens, een netwerk van vijf tuinen op Oahu. In 1982 is de tuin voor het publiek geopend.
De botanische tuin heeft een oppervlakte van circa 16 hectare. De tuin is gratis toegankelijk en omvat een terrein voor dagjesmensen, een camping en een bezoekerscentrum. Het bezoekerscentrum beschikt over een leeszaal, een tentoonstellingsruimte, een ruimte voor workshops en een botanische bibliotheek. In de tuin bevindt zich een meer van circa 1,3 hectare.
De tuin richt zich op planten die van nature voorkomen in Hawaï en verder op tropische planten uit de Filipijnen, Afrika, India, Sri Lanka, Polynesië, Melanesië, Maleisië en de neotropen (tropisch Amerika). De planten staan gerangschikt op geografische herkomst. Hiernaast zijn er nog speciale collecties waaronder palmen, aronskelken, Heliconia en etnobotanische items .